# Manaquiri
Manaquiri est une municipalité brésilienne de l'État d'Amazonas .